# 과객
"과객"는 한국에서 제작된 권철휘 감독의 1971년 영화이다. 박병호 등이 주연으로 출연하였고 정웅기 등이 제작에 참여하였다.

## 출연

### 주연
- 박병호
- 김남일